# Gigantoraptor erlianensis
Gigantoraptor erlianensis är en väldig fågellik dinosaurie, som tros ha levt för omkring 85 miljoner år sedan. Arten upptäcktes år 2005 i regionen Inre Mongoliet i Kina. Den tros ha vägt omkring 1,4 ton.